# Veselivka
Veselivka (en (ucraïnès): Веселівка) és un poble de la República Autònoma de Crimea a Ucraïna, que el 2014 tenia 1.390 habitants. Pertany al districte rural de Saki. Fins al 1945 la vila es deia Ikor.